# Любково (Пуцький повіт)
Любково (пол. Lubkowo) — село в Польщі, у гміні Крокова Пуцького повіту Поморського воєводства.
Населення — 350 осіб (2011).
У 1975-1998 роках село належало до Гданського воєводства.

## Демографія
Демографічна структура станом на 31 березня 2011 року:
|          | Загалом | Допрацездатний вік | Працездатний вік | Постпрацездатний вік |
| -------- | ------- | ------------------ | ---------------- | -------------------- |
| Чоловіки | 174     | 36                 | 106              | 32                   |
| Жінки    | 176     | 38                 | 100              | 38                   |
| Разом    | 350     | 74                 | 206              | 70                   |